# The Royal Concept
The Royal Concept, anteriormente conhecido como The Concept Store e The Concept Stockholm’s Royal Concept, é uma banda de rock alternativo fundada na Suécia em 2010. É composta por David Larson (vocal, guitarra e teclado), Filip Bekic (guitarra), Magnus Robert (baixo) e Frans Povel (bateria).

## 2010 - 2012:The Royal Concept EP
Em 2010, com o nome Concept Store, lançou seu primeiro single "Damn!", com uma mistura de sunny pop e elementos eletrônicos. No ano seguinte o grupo lançou as faixas "D-D-Dance" e "Gimme Twice".
No início de 2012 a banda, com o nome The Royal Concept, assinou contrato com a Lava Records e em Junho lançou seu EP de estréia auto-intitulado. No mesmo ano lançou as faixas "World on Fire"[carece de fontes?] e Naked & Dumb.

## 2013:Goldrushed
Em 2013 a banda lançou o single "On Our Way" e anunciou o lançamento do seu álbum de estreia, intitulado Goldrushed, que tem data de lançamento, na Suécia, em 11 de setembro desse ano.

## 2015 - presente:Smile EP
Em 21 de Agosto de 2015 a banda retornou com seu novo album Smile. The Royal Concept está atualmente numa turnê na America do Norte incluindo algumas musicas do album.

## Integrantes
Integrantes atuais
- David Larson — vocal, guitarra e teclado/sintetizador
- Filip Bekic — guitarra, vocal de apoio
- Magnus Robert — baixo, vocal de apoio
- Frans Povel — bateria, percussão, vocal de apoio

## Discografia
Álbum
- 2013 - Goldrushed

EP
- 2012 - The Royal Concept EP
- 2015 - Smile EP

Singles
- 2010 - Damn!
- 2011 - D-D-Dance
- 2011 - Gimme Twice
- 2012 - World on Fire
- 2012 - Naked & Dumb
- 2012 - Lost in You
- 2013 - On Our Way